# Chukwu
Chukwu es el nombre de la suprema deidad en la mitología igbo tradicional, adorada por el pueblo igbo. El nombre Chukwu es un acrónimo que se compone de la palabra "Chi" (Dios) y de la palabra "ukwu" (grandes o grandes). No existe un concepto de un tipo de género, como "hombre" o "mujer" asociada a la deidad suprema Chukwu, al no existir palabras en el idioma igbo para categorizar a Chukwu como hombre o mujer.
Chukwu es el creador en panteón igbo, y los igbo creen que todas las cosas vienen de Chukwu, tales como las lluvias necesarias para las plantas a crecer. Todo en la tierra, el cielo y el resto del mundo espiritual está bajo el control de Chukwu. 
Cuando el Colonialismo Europeo introdujo el cristianismo al pueblo igbo, el nombre Chukwu se comenzó a aplicar también al Dios cristiano, y así es utilizado entre los muchos igbo que se han convertido al cristianismo en los tiempos modernos.
- Datos: Q3676068